# Побожий, Александр Алексеевич
Александр Алексеевич Побо́жий (22 апреля 1914, д. Харитоново, Баевский район, Алтайский край, Российская Империя - 10 июля 1978 года, Пушкино, Московская область, СССР) — советский инженер-изыскатель и писатель. Член Союза писателей СССР (1974).

## Биография
Александр Алексеевич Побожий родился в деревне Харитоново Томской губернии (ныне Баевского района Алтайского края) 22 апреля 1914 года в семье рабочего маслодельного завода.
В 1928 году окончил Крутихинскую семилетнюю школу и поступил в Новосибирский землеустроительный техникум, который окончил в 1932 году. Сразу после окончания техникума был направлен на работу в Сибирскую экспедицию Сибстройпути НКПС, где проработал 2 года на изысканиях железнодорожной линии Тайшет - Падун. В 1934 году переведён на должность инженера.
Состоял в комсомоле с 1929 по 1935 год.
В 1935 году после женитьбы А.А. Побожий переезжает к своей жене в Москву, где устраивается на работу маркшейдером на шахты № 64 и № 75 (ныне станция метро Курская). До марта 1938 года работает в Московском метрополитене.
В 1938 году возвращается на БАМ, теперь уже в качестве старшего инженера Олёкминской экспедиции Бамтранспроекта НКПС на участке от Тынды до Нюкжи. В 1939 году Побожий направлен в Сихотэ-Алиньскую экспедицию для проведения изыскательских работ на участке Комсомольск – Советская Гавань (будущий восточный участок БАМа).
С 1940 года по январь 1942 года Побожий работает начальником изыскательской партии в Архангельской области на дороге Коноша - Котлас.
В 1942 году строил волжскую рокаду Сталинград — Саратов, будучи начальником изыскательской партии на строительстве стратегических объектов под Сталинградом. Александр Алексеевич вспоминал:
Прокладывать трассу от станции Иловли начали в середине февраля 1942 года... В Саратов, Камышин и Бальцер стали прибывать сформированные на Дальнем Востоке военно-строительные подразделения, соединенные в строительное управление. Они везли с собой самую необходимую, пусть и крайне примитивную технику (вплоть до тачек, топоров и лопат), которой здесь и вовсе не было, и главное - рельсы со скреплениями, некоторое количество мостовых ферм, снятых с участков БАМа Ургал-Известковая и БАМ-Тында, а также катушки проводов, аппараты связи и еще многое другое. Все это продвигалось к нам с Дальнего Востока на правах и со скоростью следующих на фронт воинских эшелонов.
За полгода были проведены все необходимые изыскания, спроектирована и построена с нуля рокадная линия железной дороги.
Седьмого августа со станции Иловля через новую узловую станцию Петров Вал у Камышина по Волжской рокаде пошли поезда - Сталинград получил связь с железнодорожной сетью страны. К тому времени все другие дороги на Сталинград с запада были перерезаны. По новостройке хлынул подвижной состав с юга. В августе и сентябре 1942 года по нашей линии успели перебросить на север 23 тысячи вагонов с ценнейшим оборудованием и 480 паровозов. Если бы не рокада, весь подвижной состав с грузами из района Сталинград-Гумрак был бы разбит немецкой авиацией или уничтожен нами, чтобы не отдать врагу. По этому же пути к Сталинграду и Дону подвозили войска, боеприпасы и военную технику.
Во время Великой Отечественной войны спас от верной гибели двух американских лётчиков, сбитых японцами над тайгой и выбросившихся с парашютами. После долгих поисков летчиков обнаружили в самом бедственном положении. Побожий и его товарищи оказали пострадавшим необходимую помощь и доставили их в госпиталь. Через много лет, после окончания «холодной войны», эта история получила известность благодаря публикации в СМИ.
Сразу после разгрома гитлеровских войск под Сталинградом Государственный комитет обороны принял решение о строительстве железнодорожного пути Комсомольск-на-Амуре — Советская Гавань. Группу изыскателей срочно перебросили из района Сталинграда на Дальний Восток. Среди них был и А.А. Побожий. Новая магистраль сыграла заметную роль во время боевых действий в августе 1945 года на Южном Сахалине и на Курильских островах.
Член КПСС с 1945 года.
В 1945 году Александр Алексеевич был направлен на проектирование угольного разреза в Новорайчихинске. Работы были успешно закончены в 1946 году.
Позже, уже после войны, с февраля 1949 года до 1967 года Александр Алексеевич проводил изыскания таежной трассы Салехард — Игарка, железных дорог Тайшет — Лена, Абакан — Слюдянка,  Тюмень — Сургут, обхода Свердловского узла.
Тем не менее, большая часть жизни А.А. Побожего связана со строительством Байкало-Амурской магистрали. В 1967 году Побожий вновь возвращается на БАМ в должности начальника экспедиции Мосгипротранса на участках Бам - Тында и Тында - Нора, когда, по сути, вся работа проводилась заново, так как старая трасса вошла в зону затопления из-за строительства Зейской ГЭС.
Александр Побожий в самых высоких инстанциях доказал неправильность привязки БАМа к плотине Зейской ГЭС и отодвинул дорогу на десятки километров севернее Зеи. Он же, круто повернув дорогу на юг, сократил обход водохранилища, что дало экономию в миллионы рублей. Побожий всегда смотрел на десятки лет вперед.

«Это самая трудная трасса в моей жизни, — говорил Александр Алексеевич. — Здесь, почти на всем ее протяжении, вечная мерзлота. В долинах под мшистыми марями — линзы льдов. Нет ни троп, ни дорог; реки, хребты и огромнейшие таежные пространства. Будущая железная дорога складывается по частям, как книга по главам. Ошибки в нашей работе недопустимы — они дорого обходятся государству. Изыскатели привязывают к месту не только трассы, но и будущие поселки, станции, города».
Путь на Байконуре тоже изыскивал Побожий. Он же отыскал место и для строительства аэропорта в Тынде.
В последние годы возглавлял экспедицию «Мосгипротранса» на БАМе.
Александр Алексеевич Побожий умер 10 июля 1978 года.
Похоронен в г. Пушкино Московской области.

## Награды
Александр Алексеевич за свой многолетний труд награжден 
- орденом Трудового Красного Знамени;

и медалями:
- «За трудовую доблесть»;
- «За оборону Сталинграда»;
- «За победу над Германией»;
- «За победу над Японией»;
- «За строительство Байкало-Амурской магистрали»
- «За доблестный труд в Великой Отечественной войне 1941—1945 гг.»;
- «В ознаменование 100-летия со дня рождения Владимира Ильича Ленина»;
- «В память 800-летия Москвы»;
- «Двадцать лет Победы в Великой Отечественной войне 1941—1945 гг.»;
- «Тридцать лет Победы в Великой Отечественной войне 1941—1945 гг.»;
- «Ветеран труда».

В 1977 году А.А. Побожему присвоено звание «Почётный транспортный строитель».

## Литературное творчество
Печатается с 1959 года (документальная повесть «Идем к вам!»), когда в газете «Советская  Россия»  был напечатан рассказ о том, как группа изыскателей вместе с Побожим спасла на реке Хунгари в сентябре 1944 года американских лётчиков.
Произведения Побожего публиковались в центральных и региональных периодических изданиях: газетах «Гудок», «Советская Россия»; журналах «Знамя», «Молодая гвардия», «Новый мир», «Дальний Восток», альманахе «Приамурье моё» («Второй путь к океану», 1974; Дальневосточные рельсы под Сталинградом. О строительстве Волжской рокады, 1977), в газетах «Тихоокеанская звезда», «Амурская правда».
Александр Алексеевич обладал удивительным даром рассказчика, слушая его воспоминания и рассуждения о жизни, люди затихали, будучи зачарованными. Его очерк «Глухой, неведомой тайгою» в 1961 году был опубликован в журнале «Новый мир» и получил высокую оценку главного редактора Александра Твардовского.
Художественное видение автора сочетается с точным изложением фактов реальных событий. Тексты Побожия автобиографичны, хотя о себе он пишет мало, его авторское «я» скорее указывает на место и обстоятельства событий. Его тексты отличаются документализмом, точным изложением фактов, подробным описанием технической стороны изысканий. Он много пишет о любви к дальневосточному краю, его уникальной природе, о людях БАМа, о быте и нравах коренных народов Севера.
В его книгах повествуется о прокладывании трассы Байкало-Амурской магистрали, о первых шагах изыскателей и строителей, о мужестве тех, кто первым пришёл в глухие таёжные дебри, о новых масштабах железнодорожного строительства.
А.А. Побожий признавался:

«Мне довелось прокладывать трассы в разных частях страны, но всю мою жизнь связала воедино работа на БАМе, куда я неизменно возвращался, о БАМе  я и пишу прежде всего».
В 1971 году вышла первая книга А.А. Побожего — «Тропой изыскателя», затем — «Дорогами тайги» (1972), которые подробно описывают историю изысканий и строительства БАМа; его перу принадлежат «Мертвая дорога» (1964), «Под небом Монголии» (1967). Книга «Сквозь северную глушь» (1978) вышла через несколько месяцев после смерти А.А. Побожего.
А.А. Побожий вступил в Союз писателей СССР в 1974 году и стал одним из основателей Амурской писательской организации.

## Семья
Женат, имел 5 детей.
Первая жена - Кутерева Екатерина
Дочь - Побожий Вера Александровна 
Дочь - Побожий Людмила Александровна 
Дочь - Побожий Тамара Александровна 
- Вторая жена  - Побожий Ирэна Казимировна
  - Сын - Побожий Александр Александрович
  - Дочь - Побожий Наталья Александровна

## Память
- В городе Зея по адресу переулок Шевченко, дом 11, где долгое время жил Александр Побожий, размещена мемориальная доска[5].
- В честь изыскателей трассы БАМ Григория Федосеева и Александра Побожия названы одноимённые разъезды на магистрали. Трёхкилометровый разъезд Побожий разделил перегон Сети — Тында[9].